# Bala Sahib

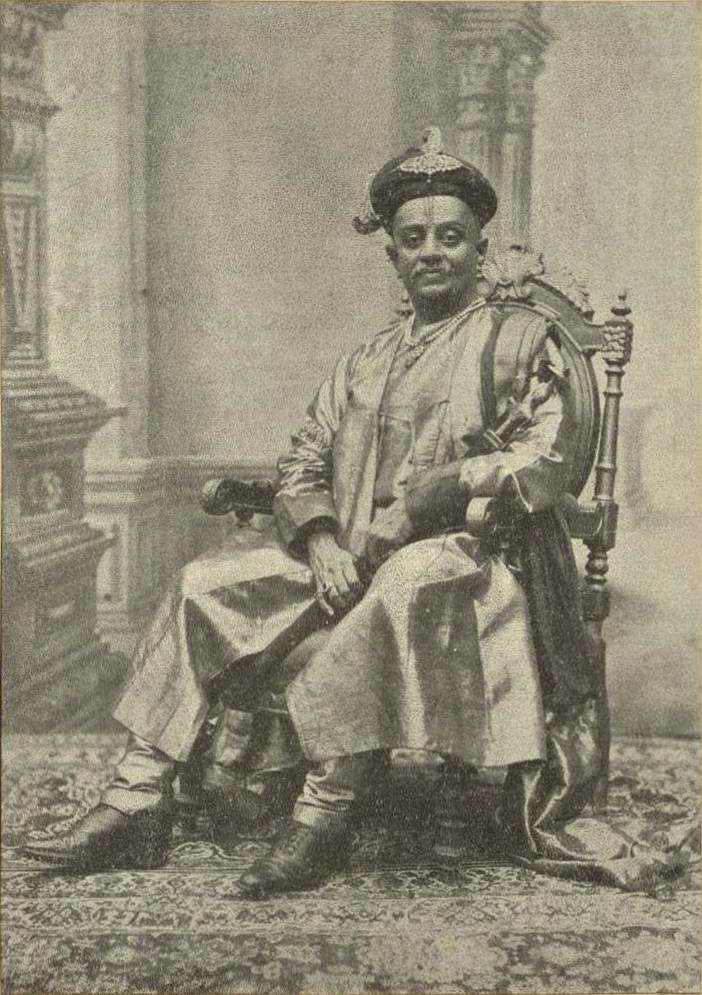
Bala Sahib in 1911

Meherban Shrimant Raja Bhavan Rao Shrinivas, kortweg Bhavanrao Shrinivas of Shrimant Bhavanrao, ook wel Bala Sahib genoemd (24 oktober 1868 - 13 april 1951), was de tiende en laatste radja van het voormalige vorstenland Aundh in Brits-Indië van 4 november 1909 tot 15 augustus 1947. De radja's van Aundh droegen de titel Pant Pratinidhi. Prati Nidhi betekent plaatsvervanger, commissaris, onderkoning.

## Levensloop
Bala Sahib behaalde zijn diploma's aan de middelbare school in Satara en het Deccan College in Poona, voor de richtingen Machiavelli, Nietzsche en Hegel en neigde naar het nationalisme en antisemitisme.
Rondom 1887 trouwde hij op negentienjarige leeftijd met Rani Amba Bai Sahib en een jaar later werd hun eerste kind geboren. In 1906 trouwde hij nogmaals met een 16-jarige (naam onbekend, 1890-1915) en in 1913 nogmaals op 45-jarige leeftijd met de 15-jarige Śrimati Subhagyavati Rani Rama Bai Sahib (alias Mai Sahib), uit de familie Rode en geboren in 1898. Bala Sahib leefde tegelijkertijd samen met deze vrouwen en kreeg met hen zeven zonen en zeven dochters.
Tussen 1896 en 1901 was hij Secretaris van Aundh. In 1905 overleed zijn broer Dada Sahib die op 3 november van dat jaar werd opgevolgd door zijn zoon Nana Sahib. Bala hitste Nana op door hem te zeggen dat de voormalige president van de staat, de Brit Jacob Bapuji Israel, van Joodse afkomst, een minnaar van zijn moeder was geweest, waarna Nana Sahib samenzwoer om hem te vermoorden. De Britse autoriteiten zetten hem op non-actief tijdens het proces en zetten hem officieel af in 1909.
De enige broer van Nana Sahib was Bhau Sahib (geboren in 1890), maar hij mocht de troon niet bestijgen omdat zowel zijn grootvader als vader (Anna Sahib en Dada Sahib, resp. 7e en 8e pratinidhi) hem onterfd hadden bij de geboorte, omdat ze twijfelden aan zijn legitimiteit. Daarom benoemden de Britse autoriteiten de oom van de afgezette Dada Sahib: Bala Sahib. Op 4 november 1909 besteeg hij de troon als tiende Radja van Aundh.

## De Zonnegroet in yoga
Bala Sahib is de schrijver van The Ten-Point Way to Health, een boek van 112 pagina's en twintig afbeeldingen. Hierin beschrijft hij de yogaserie de Zonnegroet. Het boek werd geredigeerd door zijn bewonderaar, de Britse journaliste Louise Morgan, die de tekst meenam vanuit India, het voorwoord schreef en het liet uitbrengen bij de uitgeverij J. M. Dent & Sons in Londen.
Bala Sahib was hiermee van groot belang in de geschiedenis van de verbreiding van de Zonnegroet, een oefening voor veelzijdige lichamelijke ontwikkeling. Hij introduceerde het in het onderwijs in scholen en moedigde gewone mensen aan fysiek fit te worden door de zonnegroet dagelijks te beoefenen.
Parashurama Rao Panta, ook wel Appa Sahib, was een zoon van Bala Sahib en was een Indiaas politicus en schrijver. Onderzoekers die Bala Sahib ervan verdenken de serie te hebben bedacht, wijten de mythe van de oorsprong van de Zonnegroet in een ver verleden aan hem.